# Midori Gotō
Midori Gotō (五嶋みどり?, Gotō Midori; Osaka, 25 ottobre 1971) è una violinista giapponese.

## Biografia

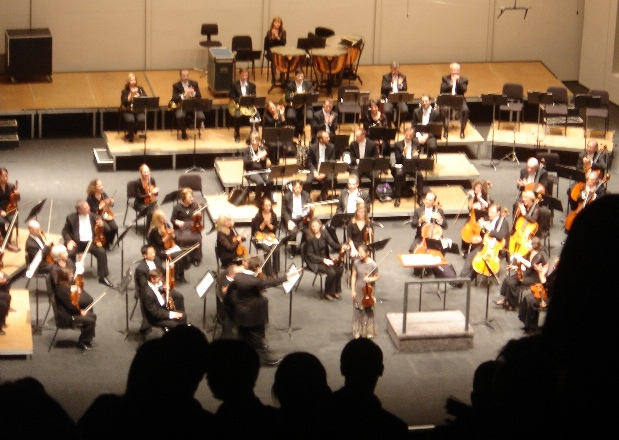
Midori Goto riceve una standing ovation dopo aver suonato con la San Antonio Symphony nel settembre 2007.

Spesso chiamata soltanto Midori, apprese le prime nozioni di violino da sua madre Setsu Gotō. La donna intuì l'innata musicalità della figlia quando questa, all'età di soli due anni, canticchiò un tema di Bach che la madre aveva provato alcuni giorni prima. Il fratellastro, Ryu Gotō, è anch'egli un violinista.
Midori diede il suo primo concerto pubblico all'età di sette anni, suonando uno dei 24 Capricci di Paganini. Lei e la madre si trasferirono negli Stati Uniti a New York City nel 1982 e Midori iniziò a studiare con la famosa insegnante Dorothy DeLay alla Juilliard School. Come pezzo per l'audizione Midori eseguì la Ciaccona dalla seconda partita di Bach, della durata di 15 minuti circa. Questo è considerato uno dei più difficili pezzi per violino mai scritti. Nello stesso anno, fece il suo debutto con la New York Philharmonic sotto la direzione di Zubin Mehta, un direttore con il quale registrerà poi numerosi concerti per l'etichetta Sony Classical. Nel 1986 realizzerà uno storico successo al Tanglewood di San Francisco. In un eccezionale concerto, ruppe per due volte la corda Mi del suo strumento: dovette così chiedere in prestito lo strumento al primo violino dell'orchestra e poi anche al secondo, per portare a termine l'esecuzione, ed alla fine vide il direttore Leonard Bernstein abbracciarla e baciarla in segno di ammirazione. Il giorno dopo, la prima pagina del New York Times titolava: "Ragazza di 14 anni, conquista Tanglewood con tre violini".
Quando Midori aveva 15 anni, decise di lasciare la Juilliard, dopo avervi studiato per quattro anni. Circa cinque anni dopo, ella costituì la Midori & Friends, una associazione senza fini di lucro, avente lo scopo di dare una educazione musicale di qualità ai ragazzi della città di New York. Nel 2001 Midori ricevette il prestigioso Avery Fisher Prize. Con la somma guadagnata ella costituì una associazione chiamata Partners in Performance. Nei due anni successivi Midori inaugurò due altri progetti denominati University Residencies Program e Orchestra Residencies Program.
Midori ricevette poi il 25° Suntory Music Award nel 1993.
Nel 2000, Midori si laureò alla New York University - Gallatin School, magna cum laude, dove aveva studiato psicologia e successivamente ottenne un Master's Degree in Psychology alcuni anni dopo.  Midori ha avuto una cattedra all'istituto Jascha Heifetz della  University of Southern California Thornton School of Music, nella quale ricopre inoltre la funzione di preside della sezione archi. In precedenza aveva insegnato presso la facoltà della Manhattan School of Music.  Midori è anche un membro del consiglio di amministrazione della American String Teachers Association.
Midori suona un violino del 1734 Guarnieri del Gesù "ex-Huberman". Il violino le è stato affidato a vita dalla Hayashibara Foundation. I suoi archetti sono stati fabbricati da Dominique Pecatte (due) e da François Pecatte (uno). Quando non è in giro per il mondo, Midori vive a Los Angeles. Ama leggere, scrivere e andare a teatro.

## Discografia
- Paganini: 24 Caprices for Solo Violin, Op.1
- Bartók: Concerto No.1 for Violin and Orchestra, Op. Posth., Bartók: Concerto No.2 for Violin and Orchestra
- Midori "Live At Carnegie Hall"
- Dvořák: Concerto for Violin and Orchestra in A minor, Op. 53, Dvořák: Romance in F minor for Violin and Orchestra, Op. 11, Dvořák: Carnival Overture, Op 92
- Encore!
- Sibelius: Concerto for Violin and Orchestra in D minor, Op. 47, Bruch: Scottish Fantasy, Op. 46
- Franck: Sonata for Violin and Piano in A Major, Elgar: Sonata for Violin and Piano in E minor, Op. 82
- Tchaikovsky: Concerto for Violin and Orchestra in D Major, Op. 35, Shostakovich: Concerto for Violin and Orchestra No.1 in A minor
- Mozart: Sinfonia Concertante in E-flat Major, KV. 364/320d, Mozart: Concerto in D Major, KV. Anh. 56 (315f)
- Poulenc: Sonata for Violin and Piano, Debussy: Sonata in G Minor for Violin and Piano, Saint-Saëns: Sonata No.1 in D minor for Violin and Piano, Op. 75
- Midori's 20th Anniversary CD
- Mendelssohn: Concerto for Violin and Orchestra in E minor, Op. 64, Bruch: Concerto No.1 for Violin and Orchestra in G Minor, Op. 26